# 難波康子
難波 康子（なんば やすこ、1949年〈昭和24年〉2月7日 - 1996年〈平成8年〉5月11日）は日本の登山家。東京都大田区出身、早稲田大学文学部卒。
日本人女性では、田部井淳子に次いで2人目のエベレスト登頂者（47歳・1996年5月10日）となり、日本人として田部井淳子に次いで2人目の七大陸最高峰登頂者（全世界では44人目、全世界女性では7人目）となったが、エベレスト下山中に猛吹雪に遭い死亡した。

## 経歴
1949年2月7日、東京都大田区大森に生まれる。1967年普連土学園高等学校卒業後、早稲田大学文学部に入学。早稲田大学在学中から同好会「早稲田大学野歩の会」で登山に親しむ。出典によって「ワンダーフォーゲル同好会」に所属していたとされている。
卒業後はインド連合通信に勤務。1974年航空貨物会社フライング・タイガー・ラインに入社。大学卒業後も登山を続け、田中文夫、長谷川恒男、加藤保男、和田昌平等の知遇を得る。1980年、加藤保男のガイドによりモンブランに登頂。その後、加藤保男は1982年にエベレスト冬季登頂を果たしながら遭難死亡してしまう。その加藤保男を記念して、康子は「エベレストクラブ」を設立、会員数は1986年当時604名に上った。1987年「エベレストクラブ」で出会った難波賢一と結婚。
会社勤務の傍ら海外の国際公募隊に参加し、1980年（昭和55年）モンブラン（前述）、1982年キリマンジャロ、1984年アコンカグア、1985年マッキンリー（現・デナリ）に登山した。結婚したのちも、1992年（平成4年）エルブルース、1993年ビンソンマシフ、1994年カルステンツなどに登頂。六大陸最高峰を制覇する。
1996年5月10日エベレストに登頂を果たし、47歳で7大陸最高峰を制覇した。これは当時エベレスト女性登頂者の最年長記録であった（2000年にポーランド出身のAnna Czerwińskaが50歳で登頂したことで記録は更新された）。日本人女性として、史上2人目のエベレスト登頂であった。しかしエベレスト登頂後の下山中に猛吹雪に遭い、翌5月11日最終キャンプ地からわずか300m離れた地点で死亡していることが確認された。1999年6月、ニュージーランド隊の協力で遺体が収容された。

## 遭難
1996年、ニュージーランドのアドベンチャー・コンサルタンツ社のエベレスト商業公募隊に65,000ドルを支払い参加した。5月10日、アドベンチャー・コンサルタンツ隊は、アメリカからのマウンテン・マッドネス社の商業公募隊と同時にエベレスト山頂を目指し、難波は登頂に成功、日本人女性で2人目のエベレスト登頂者、および日本人で2人目の七大陸最高峰登頂者となった。しかし、引率者自らが事前に指示していた登頂の制限時間を守らなかったために、多数の参加者が下山途中に日没を迎え、吹雪に巻き込まれて遭難した。
難波らのグループ11名は最終キャンプ地まで300mの地点に到達していたが猛吹雪のため立ち往生。10名は何とか生還を果たしたが、難波は翌5月11日朝にはまだ生存していたもののその後に凍死した。このときアドベンチャー・コンサルタンツ隊、マウンテン・マッドネス隊の隊長も、それぞれ別の場所で遭難死した。
難波の遺体は翌年になってシェルパらによって回収され、遺族の立会の元、ベースキャンプで火葬された。47歳没。
1998年に日本人女性3人目のエベレスト登頂者となる続素美代は、難波と同じ時期にIMAX映画『エベレスト』出演のため頂上を目指しており、7,000m地点で難波とすれ違って会話もしていた。続はエベレスト大量遭難事故直後に生存者の救出や看護にも関わった。天候回復後、続は山頂を目指すが肋骨骨折のため8,000m地点で登頂を断念した。
5月16日に生存者たちが下山し、麓のシャンボチェ村に到着したとき、夫の難波賢一と弟と2人を引率した貫田宗男の3名も到着していた。貫田宗男はジョン・クラカワーの著書で謝辞表明一覧の一名に挙げられている。カトマンズに大挙していた報道陣の多くは日本からのものであり、この大量遭難事故は日本のメディアでも大きく取り上げられた。

## エピソード
- 多くの著名登山家はスポンサーを獲得することで膨大な資金を調達し、登頂後にメディアへの露出を高めて、さらなるスポンサーを獲得し、次の大きな挑戦に繋げてきた。それに対し難波康子は費用のすべてを自分の収入から支払った。これは1990年代後半頃に始まった商業公募隊という形式により、費用・手続面でのハードルが格段に下がったという背景もある。スポンサーを一切つけなかった難波康子はメディアへの露出が無く、他の登山家と比較するとまったくの無名な登山家であった。ビジネスパーソンとしてのキャリアを中断させること無く、自身の収入と休暇だけで七大大陸最高峰登頂を成し遂げたという面では、新しいタイプの登山家であった。
- 遠征で長期休暇を取得する前には、同僚に負担をかけないように土日まで働いていた。トレーニングのために仕事を休むというわけにはいかないため、高層ビルの階段を駆け登ったり、自宅から2時間ほどで行ける丹沢の大山を走って登ったり、ときには朝早く家を出て八ヶ岳を登り、その日のうちに帰ってくるなどということもやっていた。

## 主な登山歴
- 1980年 - モンブラン(4,810m)登頂 （ガイド:加藤保男）
- 1982年1月1日 - キリマンジャロ(5,895m)登頂
- 1984年1月1日 - アコンカグア(6,960m)登頂
- 1985年7月1日 - マッキンリー(6,168m)登頂
- 1992年8月1日 - エルブルス(5,642m)登頂
- 1993年12月29日 - ヴィンソン・マシフ(4,892m)登頂
- 1994年11月12日 - カルステンツ・ピラミッド(4,884m)登頂
- 1996年5月10日 - エベレスト(8,848m)登頂

## 映画での描写
- 難波康子の参加した隊の遭難は、1997年（米）ロバート・マーコウィッツ（英語版）監督の『エベレスト 死の彷徨（英語版）』で映画化され、難波康子も大谷朱美が配役され、日本のビジネスウーマンと紹介されている。
- 2015年秋に公開の映画『エベレスト 3D』では、難波康子をロンドンを拠点として活動する日本人女優森尚子が演じた。(監督：バルタザール・コルマウクル、キャスト：ジェイソン・クラーク、ジョシュ・ブローリン、ジェイク・ジレンホール、キーラ・ナイトレイ他）[3]。日本語吹き替え版についても森自身が演じている。